# 謝迪賽德 (馬里蘭州)
謝迪賽德（英語：Shady Side）是位於美國馬里蘭州安妮阿倫德爾縣的一個普查規定居民點。

## 人口
根據2020年美國人口普查的數據，謝迪賽德的面積為20.35平方千米，當中陸地面積為17.22平方千米，而水域面積為3.13平方千米。當地共有人口5806人，而人口密度為每平方千米285.31人。